# Metacarpofalangeaal gewricht

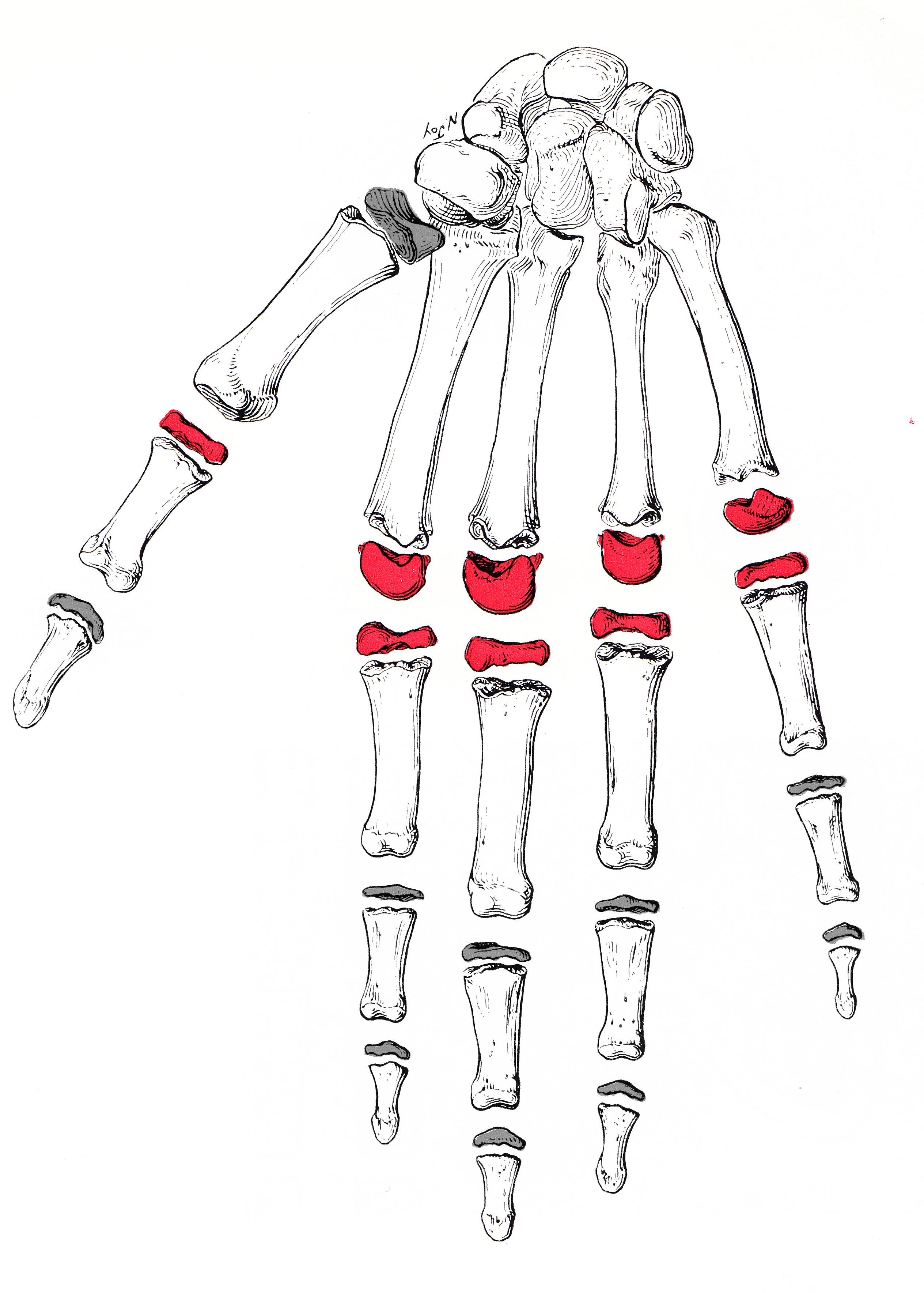
De metacarpofalangeale gewrichten

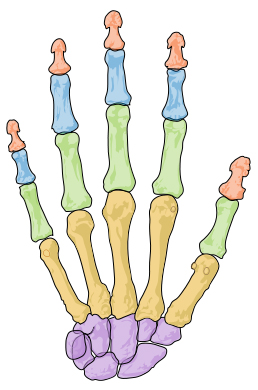
De anatomische indeling van de menselijke hand:
distale falanx
middelste falanx
proximale falanx
middenhandsbeentjes
handwortelbeentjes

Het metacarpofalangeale gewricht, MCP-gewricht, articulatio metacarpophalangea of vingerbasisgewricht is het gewricht tussen het middenhandsbeentje en het grondkootje van de vinger. Bij de duim kan dit gewricht alleen buigen en strekken, bij de andere vingers is er ook een zijwaartse beweging mogelijk.
Bij de voet spreekt men van MTP-gewricht: metatarsofalangeaal gewricht (Latijn: articulatio metatarsophalangea).
De letter P komt van de oude spelling: phalanx.